# Wabash Avenue
Wabash Avenue (Não se Beija a Minha Noiva (título em Portugal) ou Noiva que não Beija (título no Brasil)) é um filme estadunidense de 1950 dirigido por Henry Koster e protagonizado por Betty Grable e Victor Mature. É uma refilmagem do filme de sucesso anterior de Grable, Coney Island, de 1943.
Uma adaptação para o rádio de Wabash Avenue, estrelado por Grable, Mature e Gerald Mohr, foi transmitida no Lux Radio Theatre em 13 de novembro de 1950.

## Sinopse
Na Chicago de 1892, Andy Clark descobre que foi traído pelo sócio Mike, agora um próspero dono de um clube de dança. Andy não só quer dar o troco, mas também transformar a jovem Ruby Summers numa estrela do entretenimento - e de quebra conquistar o coração da moça. 

## Elenco
- Betty Grable ... Ruby Summers
- Victor Mature ... Andy Clark
- Phil Harris ... Mike Stanley
- Reginald Gardiner ... English Eddie
- James Barton ... Harrigan
- Barry Kelley ... Bouncer
- Margaret Hamilton ... Tillie Hutch
- Jacqueline Dalya ... Cleo
- Robin Raymond ... Jennie
- Hal K. Dawson ... Healy
- Dorothy Neumann ... Reformer
- Alexander Pope ... Charlie Saxe
- Henry Kulky ... Joe Barton
- Marie Bryant ... Elsa
- Collette Lyons ... Beulah
- George Beranger ... Wax, atendente do museu

## Prêmios e indicações
Josef Myrow e Mack Gordon foram nomeados para um Oscar de melhor canção original por "Wilhelmina".